# Max-Planck-Institut für Multidisziplinäre Naturwissenschaften
Das Max-Planck-Institut für Multidisziplinäre Naturwissenschaften ist eine außeruniversitäre Forschungseinrichtung unter der Trägerschaft der Max-Planck-Gesellschaft (MPG) mit Sitz in Göttingen. Es wurde am 1. Januar 2022 gegründet und ging aus der Fusion des Max-Planck-Instituts für biophysikalische Chemie mit dem Max-Planck-Institut für experimentelle Medizin hervor.

## Forschungsschwerpunkte
Die Forschung am Institut befasst sich mit grundlegenden Mechanismen, die Lebensprozesse regeln und steuern, sowie mit der medizinischen Grundlagenforschung. Die wissenschaftlichen Fragestellungen drehen sich darum, wie die genetische Information in Proteine übersetzt wird, wie grundlegende molekulare und zelluläre Prozesse im Nervensystem ablaufen und wie deren pathologische Störungen entstehen, wie die Energieübertragung auf Molekül-Ebene funktioniert, wie die zelluläre Logistik gesteuert wird oder wie Proteinaggregate Zellen schädigen. Zur Erforschung des zellulären Kosmos gesellt sich die Forschung auf Organismusebene, etwa, wie Eizellen reifen oder warum manche Tiere verlorenes Gewebe regenerieren können und andere nicht.